# 蒙马丁
蒙马丹（法語：Montmartin，法語發音：[mɔ̃maʁtɛ̃]）是法国瓦兹省的一个市镇，位于该省中东部偏北，属于贡比涅区。

## 地理
蒙马丹（49°27'50"N, 2°41'37"E）面积3.33 平方千米，位于法国上法蘭西大區瓦兹省，该省份为法国北部内陆省份，北起索姆省，西接厄尔省和滨海塞纳省，南至塞纳-马恩省和瓦兹河谷省，东临埃纳省。
与蒙马丹接壤的市镇（或旧市镇、城区）包括：弗朗西耶尔、阿龙德河畔古尔奈、埃梅维莱尔、蒙希于米耶尔、雷米。
蒙马丹的时区为UTC+01:00、UTC+02:00（夏令时）。

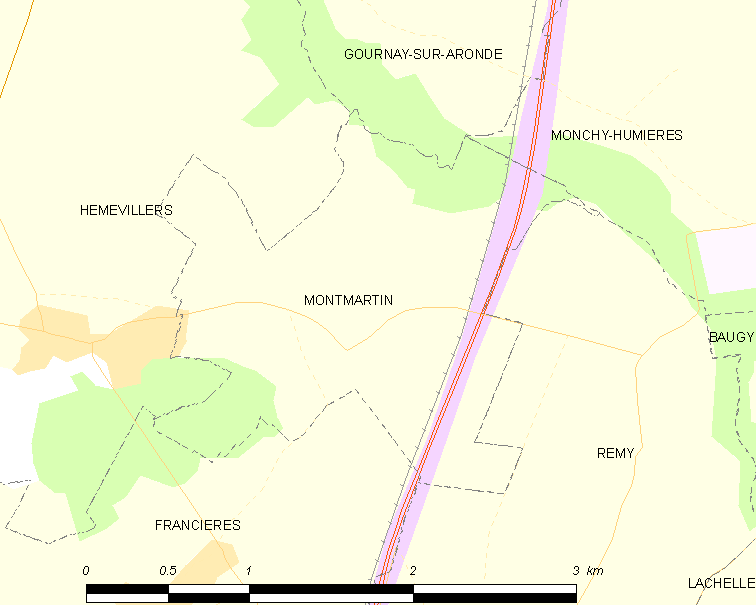
蒙马丹的OSM定位图

## 行政
蒙马丹的邮政编码为60190，INSEE市镇编码为60424。

## 政治
蒙马丹所属的省级选区为埃斯特雷圣但尼县。

## 人口

1962-2008年间蒙马丹人口变化图示

蒙马丹于2022年1月1日时的人口数量为288人。